# Léo Lacroix (ski alpin)
Pour les articles homonymes, voir Lacroix, Léo Lacroix et Ski Lacroix.
Léo Lacroix, né Léo-Jean-Fernand Lacroix, le 26 novembre 1937 à Bois-d’Amont (Jura, Franche-Comté), est un skieur alpin français.
Il participe à l’essor du ski en France dans les années 1960 avec d’autres skieurs de renom comme Jean-Claude Killy, Guy Périllat, François Bonlieu, Marielle Goitschel ou Annie Famose.
Il prononce le serment olympique en 1968 dans le stade olympique de Grenoble.

## Palmarès

### Jeux olympiques d'hiver
| Épreuve / Édition | Descente | Slalom géant | Slalom |
| JO 1964 Innsbruck | Argent   | 11e          | —      |
| JO 1968 Grenoble  | 20e      | —            | —      |

### Championnats du monde
| Épreuve / Édition      | Descente | Slalom géant | Slalom | Combiné |
| Mondiaux 1962 Chamonix | 11e      | 7e           | —      | —       |
| JO 1964 Innsbruck      | Argent   | 11e          | —      | —       |
| Mondiaux 1966 Portillo | Argent   | 9e           | 18e    | Argent  |
| JO 1968 Grenoble       | 20e      | —            | —      | —       |

### Coupe du monde
Léo Lacroix se classe quatrième du classement général de la Coupe du monde en 1967. Il est monté à trois reprises sur le podium mais ne compte aucune victoire.

#### Différents classements en Coupe du monde
| Saison / Épreuve | Saison / Épreuve | Général | Général | Descente | Descente | Slalom | Slalom | Slalom géant | Slalom géant |
| ---------------- | ---------------- | ------- | ------- | -------- | -------- | ------ | ------ | ------------ | ------------ |
| Saison / Épreuve | Saison / Épreuve | Class.  | Points  | Class.   | Points   | Class. | Points | Class.       | Points       |
| 1967             | 1967             | 4e      | 93      | 7e       | 24       | 8e     | 30     | 4e           | 39           |

### Arlberg-Kandahar
- Meilleur résultat : 2e place dans la slalom et le combiné 1964 à Garmisch

### Championnats de France
- Champion de France de Descente en 1963
- Champion de France de Slalom en 1960 et 1963

## Autres
- Une piste lui a été dédiée dans la station des menuires. C'est une piste noire très caractéristique car elle n'est presque jamais damée.

## Décorations
- Officier de la Légion d'honneur (8 avril 2012)